# Edward Heath
Edward Heath (n. 9 iulie 1916, Broadstairs, Kent – d. 17 iulie 2005, Salisbury,  Wiltshire) a fost un politician britanic care a deținut funcția de prim ministru al Marii Britanii din 1970 până în 1974.